# Calvet (futebolista)
Raul Donazar Calvet (Bagé, 3 de novembro de 1934 — Porto Alegre, 29 de março de 2008) foi um futebolista brasileiro que atuava como zagueiro.
Começou sua carreira no Bagé. Era considerado um jogador técnico e elegante.

## Carreira
Revelado aos 16 anos pelo Guarany Futebol Clube, em 1951.
Chegou ao Grêmio em 1956. Já tinha sido campeão gaúcho em 1956, aos 22 anos, quando decidiu voltar para a sua Bagé por não concordar com a insistência do Grêmio de escalá-lo no meio de campo. Só retornou ao clube em 1959, quando o titular Ênio Rodrigues operou o joelho. Pelo clube, foi campeão estadual em 1956 e 1959.
Em 1960, veio para o Santos, aos 25 anos, depois ter sido um dos destaques na Seleção Brasileira que disputou os jogos do Pan-americano na Costa Rica. Logo após seu passe ter sido adquirido pelo Peixe, foi multado pela Federação Gaúcha de Futebol por ter faltado aos preparativos para a partida contra o Farroupilha de Pelotas.
Sua estreia no Alvinegro aconteceu no dia 12 de fevereiro de 1960 no amistoso vencido pelo Peixe por 2 a 1 diante do Alianza Lima, no Estádio Nacional de Lima, no Peru.
Era nome certo na Seleção Brasileira que disputaria a Copa de 1962, no Chile, mas foi cortado à última hora pelo técnico Aymoré Moreira. No mesmo ano, conquistou o título mundial interclubes com a goleada de 5 a 2 sobre o Benfica, em Lisboa. Jogou dez partidas pela Seleção Brasileira.
Em 1963, após ter sido importante na vitória sobre o Boca Juniors, em La Bombonera, que garantiu o bicampeonato da Libertadores, machucado, não participou da decisão do Mundial, contra o Milan, no Maracanã.
A última vez em que defendeu a zaga santista foi na derrota do Peixe diante do Peñarol por 5 a 0, em uma partida amistosa no estádio Centenário em Montevideo, no dia 6 de fevereiro de 1964. Abandonou o futebol naquele ano, aos 30 anos, ao romper o tendão de aquiles em um treino na Vila Belmiro.
Nos quatro anos em que jogou no Santos (1960 a 1964) ele foi quatro vezes campeão paulista, quatro vezes brasileiro, duas da Copa Libertadores e duas campeão mundial, além de conquistar inúmeros torneios internacionais importantes. Com a camisa do Alvinegro Praiano foram 218 partidas e apenas um gol marcado no dia 12 de fevereiro de 1961, no empate em 2 a 2 diante do Oro Jalisco, na cidade do México, no Pentagonal do México.
Após a aposentadoria, voltou a sua terra natal, onde foi dono de empresas de material de construção e presidiu o Guarany FC, clube no qual iniciou sua carreira. Chegou a trabalhar como “olheiro” do Santos no Rio Grande do Sul e em 1978 indicou ao clube o goleiro Flávio.
Faleceu em uma terça-feira, 29 de março de 2008, aos 73 anos, no hospital Santa Rita, em Porto Alegre, onde estava internado devido a um câncer de esôfago.

## Títulos[14]
Grêmio
- Campeonato Gaúcho: 1956 e 1959

Santos
- Campeonato Paulista: 1960, 1961, 1962, 1963 e 1964
- Taça Rio-São Paulo: 1963[15][16]
- Campeonato Brasileiro: 1961, 1962, 1963 e 1964
- Copa Libertadores da América: 1962 e 1963
- Campeonato Mundial de Clubes: 1962 e 1963